# Habibollah Ashouri
Habibollah Ashouri (em persa: حبیب‌الله آشوری) foi um clérigo e revolucionário xiita iraniano.
Mehdi Khalaji afirma que antes da Revolução Iraniana, Ashouri estava no círculo interno de Ali Khamenei em Mashhad, mas os dois separaram-se depois de Ashouri ter escrito um ensaio sobre o monoteísmo (Tawhid) e Khamenei afirmou que o ensaio havia plagiado as suas palestras. De acordo com Khalaji, o ensaio usou princípios teológicos para elaborar uma visão islâmica de uma sociedade sem classes.
Ashouri foi acusado de "apostasia" e posteriormente executado em 1981. Uma das suas acusações eram as suas crenças heréticas refletidas no ensaio de Tawhid.
De acordo com James A. Bill, ele estava entre "os clérigos de persuasão moderada [que] se tornaram alvos da direita extremista".